# Saint-Michel-de-Chavaignes
Saint-Michel-de-Chavaignes är en kommun i departementet Sarthe i regionen Pays de la Loire i nordvästra Frankrike. Kommunen ligger i kantonen Bouloire som tillhör arrondissementet Mamers. År 2022 hade Saint-Michel-de-Chavaignes 740 invånare.

## Befolkningsutveckling
Antalet invånare i kommunen Saint-Michel-de-Chavaignes
| Referens: INSEE |